# مهری جعفری
مهری جعفری (متولد مشکین‌شهر در سال ۱۳۵۲، درگذشت در چهارشنبه ۱۳ مرداد ۱۴۰۰ در کوه پابدا در قرقیزستان) وکیل پایه یک دادگستری، کوهنورد و شاعری بود که در هر سه زمینه به موفقیت‌های چشمگیری دست یافت.

## زندگی و فعالیت‌ها
مهری دوره کارشناسی حقوق خود را از دانشگاه تهران و کارشناسی ارشد خود در رشته حقوق تجارت بین‌الملل را از دانشگاه UWL لندن دریافت کرده و پروانه وکالت خود در انگلستان را از دانشگاه وست‌مینستر لندن اخذ کرده است. وی پس از زندگی در تهران به انگلستان مهاجرت کرد و تا آخر عمر خود در لندن اقامت داشت. وی شهروند بریتانیا نیز بوده‌است.
وی به عنوان یک حقوقدان و کنشگراجتماعی توانسته‌است با نوشتن مقاله‌های متعدد، اجرای پروژه‌های حقوقی، تحقیقی و آموزشی و شرکت در کنفرانس‌ها و انجام مصاحبه‌های مختلف تلاش مستمری را در زمینه دفاع از حقوق زنان، کودکان و هم جنسگرایان به نمایش بگذارد. وی از سال ۲۰۰۹ در کنار تحصیل در دانشگاه‌های لندن، به نوشتن مقاله و تهیه گزارش‌های حقوقی برای موسسه‌های غیردولتی و نهادهای بین‌المللی و انجام تحقیق‌های حقوقی پرداخته و در زمینه بهبود وضعیت حقوقی اقلیت‌های جنسی در داخل ایران و کمک به همجنسگرایان پناهجو در خارج تلاش مستمری داشته‌است. او به عنوان یک حقوق‌دان و کنشگر توانسه با اجرای پروژه‌های مختلف و شرکت در کنفرانس‌ها و انجام مصاحبه‌های مختلف تلاش مستمری در زمینه دفاع از حقوق بشر به نمایش بگذارد که از جمله این فعالیت‌ها می‌توان به پروژه همایش ما برای دفاع از زنان و پناهندگان مقیم لندن، پروژه رو در رو با آزار کودکان و نوجوانان در زندان‌ها و بازداشتگاه‌های ایران اشاره کرد.
به غیر از مجموعهٔ شعر بی هیچ ترسی از جاذبهٔ زمین (۱۳۸۵) و مجموعهٔ در دست انتشار می‌خواهم سازم را کوک کنم، از وی کتابی نیز در زمینه حقوق ورزشی به نام قانون در کوهستان در سال ۲۰۰۸ توسط نشر مشگی منتشر شده‌است.
مهری جعفری دبیر نشریه الکترونیکی انجمن معلولین ایرانی مقیم بریتانیا و از داوران جایزه شعر زنان ایران (خورشید) بوده‌است.

## کوهنوردی
وی کوهنوردی را از اوایل سال ۱۳۷۰ زمانی که دانشجویی ۱۸ ساله بود آغاز کرد و سپس آن را به صورت حرفه‌ای دنبال ادامه داد. در سال ۱۳۸۷ به‌طور همزمان اقدام به صعود دو قله ۷ هزار متری در قزاقستان کرده و اولین زن ایرانی است که توانسته‌است قله خان تنگری را به ارتفاع ۷۰۱۰ متری صعود کند، که این صعود انفرادی از نظر فنی توانایی بسیار بالایی نیاز دارد. یکی از آخرین صعودهای او قله آتشفشانی ۶۳۸۰ متری پاریناکوتا در رشته کوه‌های آند شیلی بوده‌است.

## درگذشت
وی در مرداد ۱۴۰۰، برای صعود به قلهٔ پابدا در رشته‌کوه‌های تین شان در مرز بین قرقیزستان و چین به این کوهستان رفته بود. وی در اولین تلاش خود سعی داشت که این قله را به صورت انفرادی فتح کند که موفقیت‌آمیز نبود. در دومین تلاش خود در روز چهارشنبه ۱۳ مرداد به همراه تیم ایرانی به سرپرستی سعید میرزایی و با حضور آقای صمد بابازاده، بایزید نیکبخت و رضا آدینه برای صعود به قله تلاش کردند. وی در حدود کمپ چهارم از تیم جدا شده و به تنهایی در حال پایین آمدن از کوه بوده‌است که به شهادت کوهنوردان مجارستانی در بین کمپ‌های دو و سه از مسیر خارج می‌شود و از یک ارتفاع دو هزار متری به یخچال سقوط می‌کند. تیم ایرانی با اطلاع از سقوط مهری به ادامه صعود خود ادامه می‌دهد. در ادامه این صعود رضا آدینه نیز از این کوه سقوط کرد. در روز دوشنبه ۱۸ مرداد (در حالیکه هنوز تیم سعید میرزایی در حال صعود به قله بود) یک تیم سه نفره جستجو با حضور الکس استون (کوهنورد ایرانی-بریتانیایی و از اعضای گروه کوهنوردی «آرش» که خانم جعفری نیز عضو آن بود) و دو کوهنورد مجارستانی برای یافتن مهری تلاش کردند که متأسفانه تنها توانستند کیسه خواب وی را پیدا کنند.